# چستا
چستا (به صربی: Česta) یک روستا در صربستان است که در الکسیناتس واقع شده‌است. چستا ۲۱۵ نفر جمعیت دارد.